# フルコース (アルバム)
『フル・コース』は、ユー&エクスプロージョン・バンド演奏による大野雄二のインストゥルメンタルアルバム。1983年ビクターインビテーションレーベルよりLP発売（VIH-28119）。2011年3月8日、復刻盤CD発売（EGDS49、発売元：ビクターエンタテインメント、販売元：ブリッジ）。全曲コンボによるイージーリスニングアルバムである。

## 収録曲
1. Route 246
2. Southern Dream
3. Metallic Moon
4. Lollipop Train
5. Manhattan Life
6. As You Like It
7. Michy's Walk
8. Rainbow Dinner

## クレジット
- 作曲・編曲・プロデュース：大野雄二
- You & Explosion Band
  - キーボード：大野雄二
  - ドラムス：市原康
  - ベース：ミッチー長岡
  - ギター：萩谷潔
  - パーカッション：鳴島英治
- シンセサイザー・プログラミング：浦田恵司
- エグゼクティブ・プロデューサー：東元晃、飯田倫子（NTVM）、大橋泉美
- ディレクター：石原誠一郎、岩村憲真、海野清和
- 制作：日本テレビ音楽